# Cantó de Vièlhmur d'Agot
El cantó de Vielmur-sur-Agout és un cantó del departament francès del Tarn, a la regió d'Occitània. Està inclòs al districte de Castres i té 7 municipis. El cap cantonal és Vièlhmur d'Agot.

## Municipis
- Carbas
- Cuc
- Frejavila
- Guitalens e l'Albareda
- Semalens
- Serviès
- Vièlhmur d'Agot

## Història
| Data d'elecció                           | Identitat        | Partit        | Qualitat |
| ---------------------------------------- | ---------------- | ------------- | -------- |
| 1982-1988                                | Pierre Barbut    | UDF           |          |
| 1988-1996                                | André Aussargues | PS            |          |
| 1996-                                    | Robert Clarenc   | Divers gauche |          |
| les dades anteriors no són pas conegudes |                  |               |          |
|                                          |                  |               |          |

## Demografia
| 1962  | 1968  | 1975  | 1982  | 1990  | 1999  | 2006  |
| ----- | ----- | ----- | ----- | ----- | ----- | ----- |
| 3.397 | 3.647 | 3.733 | 4.048 | 4.648 | 5.116 | 5.873 |